# 法丹·哈馬迪
法丹·哈馬迪（Fadane Hamadi，1992年7月21日—）是葛摩男子田徑運動員。他代表葛摩參加2020年夏季奧林匹克運動會男子110公尺跨欄，結果在預賽以14.99排名第8，無緣晉級。